# Quyền LGBT ở Nam Phi
Bản mẫu:Use South African English

Những người đồng tính nữ, đồng tính nam, song tính và chuyển giới ở Nam Phi có quyền như những người không phải LGBT. Nam Phi có một lịch sử phức tạp và đa dạng liên quan đến nhân quyền của LGBT người. Tình trạng pháp lý và xã hội giữa 400.000 người trên 2 triệu đồng tính nữ, đồng tính nam, song tính, chuyển giới và liên giới tính. Người Nam Phi đã bị ảnh hưởng bởi sự kết hợp của truyền thống. Các công việc của Nam Phi, chủ nghĩa thực dân và các tác động còn sót lại của apartheid và phong trào nhân quyền đã góp phần xóa bỏ nó.
Hậu chia tay của Nam Phi Hiến pháp là người đầu tiên trên thế giới chống lại sự phân biệt đối xử dựa trên khuynh hướng tình dục, và Nam Phi là quốc gia thứ năm trên thế giới, và là người đầu tiên trên thế giới và  cho đến nay, chỉ có ở Châu Phi, để hợp pháp hóa hôn nhân đồng giới. Các cặp đồng giới cũng có thể nhận con chung, và cũng sắp xếp IVF và điều trị thay thế. Người LGBT được hưởng các biện pháp bảo vệ theo hiến pháp và theo luật định từ sự phân biệt đối xử trong việc làm, cung cấp hàng hóa và dịch vụ và nhiều lĩnh vực khác.
Tuy nhiên, người LGBT Nam Phi, đặc biệt là những người bên ngoài các thành phố lớn, tiếp tục đối mặt với một số thách thức, bao gồm bạo lực đồng tính (đặc biệt là hiếp dâm chính xác) và tỷ lệ cao HIV/AIDS nhiễm trùng.

## Bảng tóm tắt
| Hoạt động tình dục đồng giới hợp pháp                                                                                       | (Từ năm 1998, hồi tố đến năm 1994) |
| Độ tuổi đồng ý | (Từ năm 2007, hồi tố đến năm 1994) |
| Luật chống phân biệt đối xử trong việc làm                                                                                  | (Tử năm 1995)                      |
| Luật chống phân biệt đối xử trong việc cung cấp hàng hóa và dịch vụ                                                         | (Từ năm 1997)                      |
| Luật chống phân biệt đối xử trong tất cả các lĩnh vực khác (bao gồm phân biệt đối xử gián tiếp, ngôn từ kích động thù địch) | (Từ năm 1997)                      |
| Luật chống phân biệt đối xử liên quan đến bản dạng giới                                                                     | (Từ năm 1997)                      |
| Hôn nhân đồng giới | (Từ năm 2006)                      |
| Công nhận các cặp đồng giới là cặp đôi thực tế                                                                              | (Từ năm 1999)                      |
| Công nhận các cặp đồng giới là quan hệ đối tác dân sự                                                                       | (Từ năm 2006)                      |
| Nhận nuôi bởi những người độc thân bất kể xu hướng tình dục                                                                 | Yes                                |
| Con nuôi của các cặp vợ chồng đồng giới                                                                                     | (Từ năm 2002)                      |
| Con nuôi chung của các cặp đồng giới                                                                                        | (Từ năm 2002)                      |
| Người LGBT được phép phục vụ công khai trong quân đội                                                                       | (Từ năm 1998)                      |
| Quyền thay đổi giới tính hợp pháp                                                                                           | (Từ năm 2003)                      |
| Truy cập IVF cho các cặp đồng tính nữ                                                                                       | (Từ năm 2003)                      |
| Làm cha mẹ tự động cho cả hai vợ chồng sau khi sinh                                                                         | Yes                                |
| Mang thai hộ thương mại cho các cặp đồng tính nam                                                                           | (Từ năm 2003)                      |
| Nghỉ phép của cha mẹ cho các cặp đồng giới                                                                                  | (Từ năm 2019)                      |
| Trẻ vị thành niên liên giới tính được bảo vệ khỏi các thủ tục phẫu thuật xâm lấn                                            | No                                 |
| Đồng tính luyến ái được loại khỏi danh sách bệnh                                                                            | Yes                                |
| Chuyển đổi giới tính được loại khỏi danh sách bệnh                                                                          | No                                 |
| Giới tính thứ ba tùy chọn                                                                                                   | No                                 |
| Liệu pháp chuyển đổi bị cấm ở trẻ vị thành niên                                                                             | No                                 |
| Luật chống bắt nạt LGBT trong trường học                                                                                    | No                                 |
| NQHN được phép hiến máu | (Từ năm 2014)                      |